# Love Finds the Way
Love Finds the Way (o Love Finds a Way) è un cortometraggio muto del 1912 diretto da Tefft Johnson.

## Produzione
Il film fu prodotto dalla Vitagraph Company of America.

## Distribuzione
Distribuito dalla General Film Company, il film - un cortometraggio in una bobina - uscì nelle sale cinematografiche statunitensi il 26 gennaio 1912. Nel Regno Unito, venne distribuito il 25 aprile 1912.